# Sika
El sika (Cervus nippon) és una espècie de cérvol que viu a gran part de l'Àsia oriental. El seu àmbit de distribució septentrional cobreix boscos caducifolis mixtos i el septentrional cobreix boscos subtropicals mixtos caducifolis i perennifolis. S'alimenta d'herbes, fulles, branquillons i brots tendres de plantes llenyoses segons la disponibilitat estacional.